# Irmingard von Hespengau

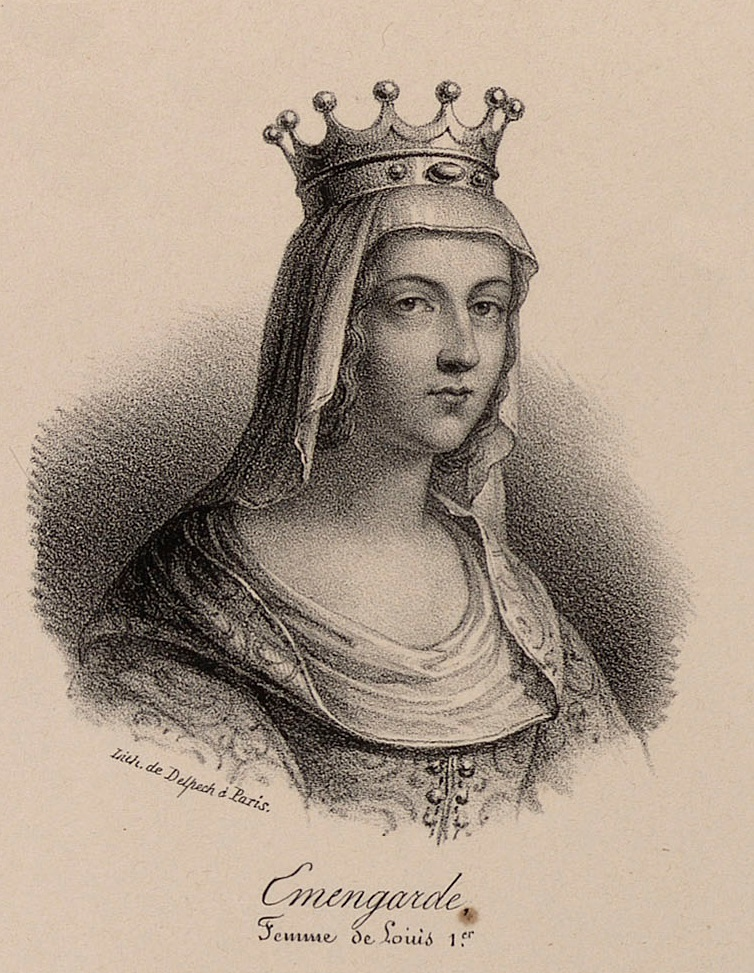
Irmingard von Hespengau (Künstlerische Interpretation, 19. Jahrhundert)

Irmingard (auch Ermengard) von Hespengau (* 778; † 3. Oktober 818 in Angers, dort auch begraben) war seit 794 die erste Gemahlin des späteren Kaisers Ludwig der Fromme.
Irmingard war die Tochter eines Grafen Ingram, über dessen Leben nichts bekannt ist. 794 wurde sie mit Ludwig verlobt, dem vierten Sohn Kaiser Karls des Großen, den sie 798 schließlich heiratete. Papst Hadrian I. hatte Ludwig 781 zum König von Aquitanien gesalbt. Da seine drei älteren Brüder Pippin, Karl und Pippin 810 bzw. 811 starben, war Irmingard nunmehr die Frau des Erben der Kaiserkrone. 814 starb ihr Schwiegervater Karl der Große und Ludwig trat die Nachfolge an. 816 wurde Irmingard von Papst Stephan IV. in Reims zur Kaiserin gekrönt. Sie starb zwei Jahre später.
Aus der Ehe gingen sechs Kinder hervor, darunter Kaiser Lothar I., Pippin I., König von Aquitanien, und Ludwig II., König des ostfränkischen Reiches.